# Дубовое (Верхнеднепровский район)
Дубовое (укр. Дубове) — село,
Малоалександровский сельский совет,
Верхнеднепровский район,
Днепропетровская область,
Украина.
Код КОАТУУ — 1221086605. Население по переписи 2001 года составляло 73 человека.

## Географическое положение
Село Дубовое находится у железнодорожной станции Граново,
примыкает к селу Калиновка.
По селу протекает пересыхающий ручей с запрудой.

## Экономика
- Карьеры по добыче комплексных титановых руд (ильменит, циркон) открытым способом.